# Ratingen
Ratingen è una città di 86 424 abitanti della Renania Settentrionale-Vestfalia, in Germania.
Appartiene al distretto governativo (Regierungsbezirk) di Düsseldorf e al circondario (Kreis) di Mettmann (targa ME).
Ratingen si fregia del titolo di "Grande città di circondario" (Große kreisangehörige Stadt). La città è anche la sede europea della public company Esprit che dal 2009 dà il suo nome alla Düsseldorf Arena il principale stadio di Düsseldorf in precedenza denominato LTU Arena.

## Amministrazione

### Gemellaggi
Ratingen è gemellata con:
- Maubeuge, dal 1958
- Le Quesnoy, dal 1963
- Blyth Valley, dal 1967
- Vermillion, dal 1969
- Kokkola, dal 1989
- Beelitz, dal 1990
- Gagarin, dal 1998
- Wuxi, dal 2007
- Cramlington